# 김지숙 (1956년)
김지숙(金知淑, 1956년 10월 10일 ~ )은 대한민국의 배우이다.

## 학력
- 숭의여자고등학교
- 숭의여자전문대학

## 출연

### 드라마
- 1989년 KBS 《바람과 구름과 비》
- 1996년 SBS 《연어가 돌아올 때》 ... 화영 역
- 2003년 SBS 《천국의 계단》 ... 민서현 역
- 2008년 SBS 《스타의 연인》 ... 이보영 역
- 2010년 SBS 《시크릿 가든》 ... 문연홍 역
- 2011년 MBC 《나도, 꽃!》 ... 김도미 역
- 2012년 TV조선 《한반도》 ... 한경옥 역
- 2012년 KBS2 《드라마 스페셜》- 아트 ... 지연 역
- 2012년 JTBC 《무자식 상팔자》 ... 하인철 모 역(특별출연)
- 2013년 SBS 《수상한 가정부》 ... 장여사 역
- 2014년 KBS2 《내일도 칸타빌레》 ... 한음 음대 이사장 역
- 2015년 MBC 《여왕의 꽃》 ... 방송국장 배수현 역
- 2017년 MBC 《밥상 차리는 남자》 ... 최선영 역
- 2018년 OCN 《나쁜 녀석들 : 악의 도시》 ... 배영주 역
- 2019년 MBC 《검법남녀 2》 ... 천준자 역

### 영화
- 1985년 《마지막 여름》 ... 가영 역
- 1986년 《푸른 하늘 은하수》
- 1987년 《바람부는 날에도 꽃은 피고》 ... 혜순 역
- 1998년 《이방인》 ... 김의 아내 (목소리) 역
- 2004년 《겨울 이야기》 ... 며느리 역
- 2005년 《연애》 ... 김여사 역

### 방송 출연
- 2001년 4월 15일 KBS 2TV 《TV는 사랑을 싣고》 345회 연극배우 김지숙의 짝사랑 최병식을 찾습니다
- 2005년 10월 11일 KBS 1TV 《新 TV는 사랑을 싣고》 통합 578회
- 2011년 3월 16일 SBS 《좋은 아침》
- 2011년 SBS 《강심장》(77회 5월 17일 / 78회 5월 24일)

## 수상
- 1984년 제23회 대종상 영화제 특별상(신인부문)

## 홍보대사
- 2006년 8월 피스프렌드 홍보대사